# Государственный таможенный комитет Приднестровской Молдавской Республики

Нарукавной шеврон сотрудников ГТК ПМР начала 2000-х годов

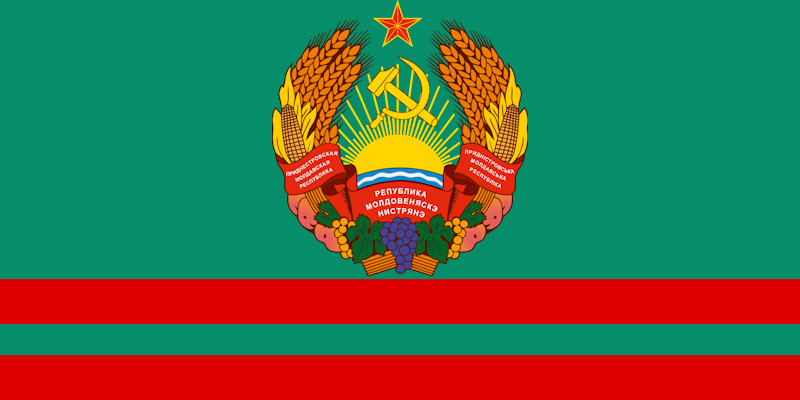
Флаг ГТК ПМР

Государственный таможенный комитет Приднестровской Молдавской Республики — республиканский орган государственного управления, который входит в структуру центральных органов исполнительной власти на правах самостоятельного ведомства со статусом министерства. Основными задачами ГТК ПМР является организация и совершенствование таможенного дела в ПМР, а также защита экономического суверенитета и экономической безопасности республики.

## История
8 сентября 1992 года в соответствии с Постановлением Верховного Совета Приднестровской Молдавской Республики образованы Таможенные органы Приднестровской Молдавской Республики.

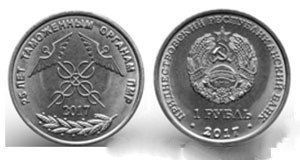
Юбилейная монета Приднестровья номиналом 1 рубль, приуроченная к 25-летию образования таможенных органов ПМР, 2017

Деятельность приднестровской таможенной службы начиналась с создания необходимых структур. На таможенные органы были возложены функции по защите экономических интересов республики; по начислению и взиманию таможенных платежей; по борьбе с контрабандой и нарушениями таможенных правил.
В 1993 году Правительством республики были приняты организационные документы, в которых определялся статус таможенных органов как правоохранительных и обозначался ещё более широкий круг их задач, обязанностей и функций. Был утверждён Дисциплинарный устав и введены персональные звания в таможенных органах ПМР. В последующие годы происходило дальнейшее становление и реформирование таможенных органов.
23 июня 1993 года — Постановлением Правительства ПМР созданы Тираспольская и Рыбницкая таможни.
С 1995 года начались работы по внедрению в таможенные органы компьютерной техники. Изменялась структура ГТК, оформилась концепция законодательной и нормативной баз.
2 августа 1995 года постановлением Верховного Совета ПМР Республиканское таможенное Управление преобразовано в Государственный таможенный комитет ПМР.
18 сентября 1997 года указом Президента ПМР установлен День образования таможенных органов ПМР — 1 октября. Утверждены флаг и эмблема таможенных органов ПМР.
15 мая 1998 года специальным Постановлением Правительства ПМР организован ТПП «Дубоссарский мост».
15 апреля 2000 года вступил в силу принятый Верховным Советом и утверждённый Правительством республики Таможенный кодекс ПМР.
12 июня 2000 года Бендерский и Дубоссарский таможенные посты преобразованы в таможни в соответствии с утверждённой Президентом ПМР новой структурой ГТК ПМР.
В мае 2006 года в ГТК начата работа по гармонизации таможенного законодательства Приднестровья с Российским таможенным законодательством.
29 ноября 2007 года была принята инициатива ГТК о создании Общественного консультативного Совета при ГТК ПМР.
30 марта 2012 года состоялось подписание Президентом ПМР и премьер-министром Молдовы Протокольного решения «О принципах возобновления полноценного грузового железнодорожного сообщения через территорию Приднестровья», а 1 октября этого же года приднестровские таможенники отметили 20-летие со дня образования таможенных органов ПМР. Ветеранам и отличившимся сотрудникам были вручены юбилейные медали «20 лет таможенным органам ПМР». Поздравить коллег прибыли делегации от Представительства Федеральной таможенной службы Российской Федерации на Украине и от Государственного таможенного комитета Республики Абхазия.
17 мая 2013 года было подписано Соглашение между ГТК ПМР и ГТК Абхазии о сотрудничестве и взаимопомощи в таможенных делах, а 23 сентября 2013 года Президентом ПМР Е. Шевчуком и премьер-министром РМ Юрием Лянкэ пролонгировано Протокольное решение «О принципах возобновления полноценного грузового железнодорожного сообщения через территорию Приднестровья».
За годы своего функционирования таможенная служба ПМР прошла через процессы реформирования и расширения функций, была приведена в соответствие с международными требованиями в таможенном деле.
10 июля 2015 г. — торжественное открытие нового здания Слободзейского таможенного поста Тираспольской таможни.
23 декабря 2015 г. — в тираспольском культурно-досуговом центре «Мир» состоялся первый фестиваль самодеятельного художественного творчества «Таможня ищет таланты».
15 апреля 2016 г. — в Москве подписан Меморандум о взаимодействии между Федеральной таможенной службой (Российская Федерация) и Государственным таможенным комитетом Приднестровья.
8 декабря 2016 г. — подписан Протокол об организации обмена информацией о товарах и транспортных средствах, перемещаемых между Российской Федерацией и Приднестровьем.

## Структура

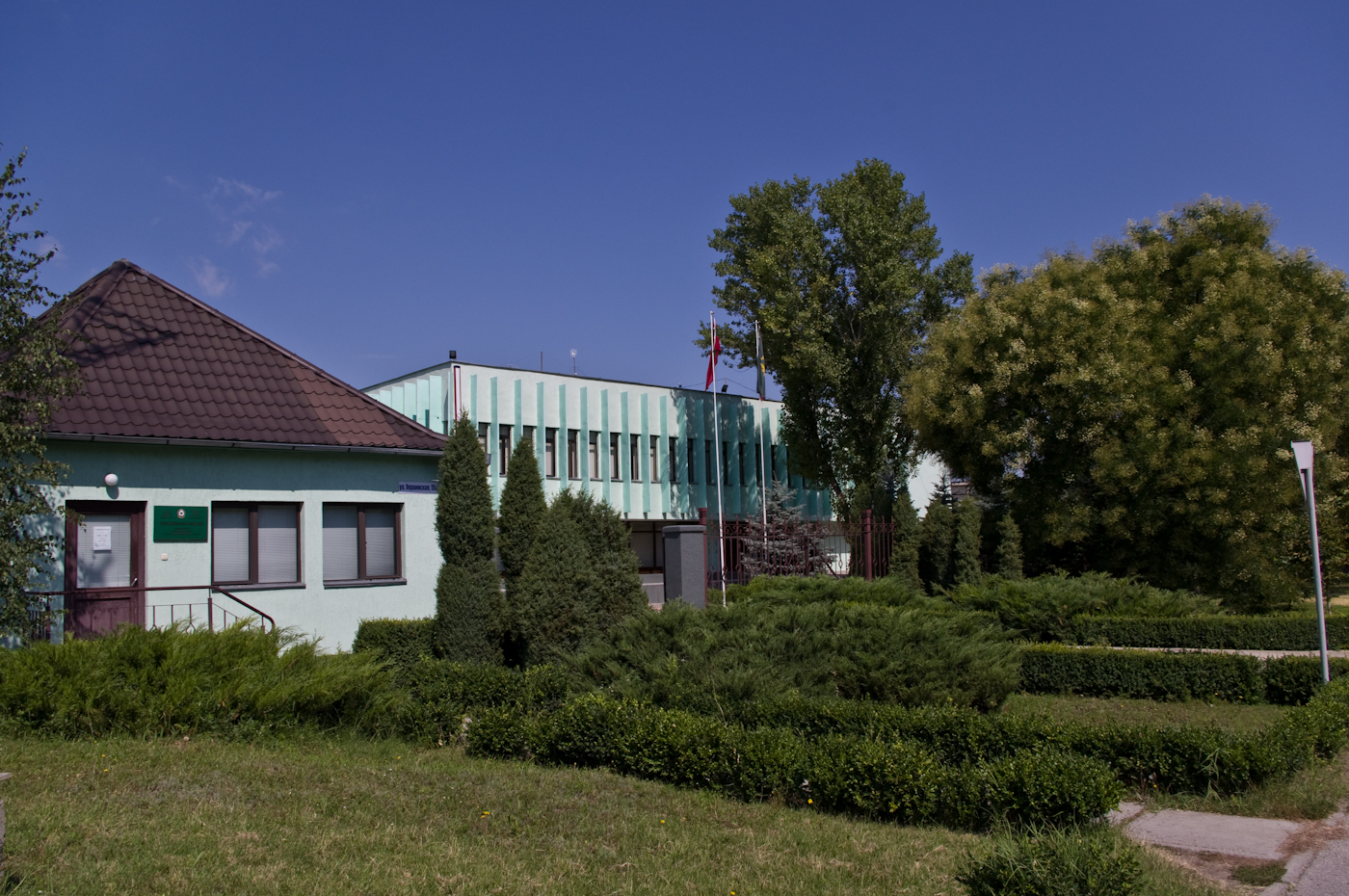
Государственный таможенный комитет ПМР

- Управление ГТК
- Тираспольская таможня
- Бендерская таможня
- Дубоссарская таможня
- Рыбницкая таможня
- «МЕРКУРИЙ»[5]

## Председатели ГТК
| № | ФИО                               | Должность | Дата назначения       | Дата освобождения   |
| - | --------------------------------- | --- | --------------------- | ------------------- |
| 1 | Смирнов, Владимир Игоревич        | Председатель ГТК | 8 сентября 1992       | 30 декабря 2011     |
| — | Степанкин, Геннадий Васильевич    | врио Председателя ГТК | 30 декабря 2011       | 12 января 2012 года |
| 2 | Кузьмичев Геннадий Юрьевич        | Председатель ГТК | 12 января 2012 года   | 20 ноября 2013      |
| — | Клименкова, Светлана Филипповна   | Первый заместитель министра внутренних дел ПМР — исполняющий обязанности председателя Государственного таможенного комитета ПМР | 5 декабря 2013 года   | 8 августа 2014      |
| — | Панько, Борис Фёдорович           | И. о. Председателя ГТК | 8 августа 2014 года   | 23 сентября 2014    |
| — | Мостович, Александр Анатольевич   | И. о. Председателя ГТК | 23 сентября 2014 года | 24 февраля 2015     |
| — | Клименкова, Светлана Филипповна   | И. о. Председателя ГТК | 24 февраля 2015       | 18 марта 2015 года  |
| 3 | Гервазюк, Юрий Витальевич         | Председатель ГТК | 18 марта 2015 года    | 21 декабря 2016     |
| 4 | Нягу, Виталий Николаевич          | Председатель ГТК | 21 декабря 2016 года  | 8 июля 2021         |
| — | Фидельская, Екатерина Анатольевна | И. о. Председателя ГТК | 8 июля 2021           | 24 августа 2021     |
| 5 | Грабко, Валентин Васильевич       | Председатель ГТК | 24 августа 2021 года  |                     |